# Подгородненский городской совет
Подгородненский городской совет (укр. Підгородненська міська рада) — административно-территориальная единица и соответствующий орган местной власти в составе Днепровского района Днепропетровской области Украины.
Административный центр городского совета находится в г. Подгородное.

## Населённые пункты совета
- г. Подгородное
- с. Перемога